# Двоюрідний брат

Родинне дерево, яке показує родинні зв'язки кожної людини до помаранчевої людини.

Двоюрідний брат (або кузен, від фр. cousin) — хлопчик/чоловік щодо дитини дядька й/або тітки, син дядька або тітки. Усі нащадки братів і сестер є їхніми двоюрідними братами. У повсякденній мові термін «кузен» часто стосується двоюрідного брата, тобто безпосереднього нащадка рідного брата. У більш загальному сенсі, людину, з якою кожен має принаймні одного спільного предка, іноді називають «кузен».
Слово кузен в українській мові застаріле, вживається двоюрідний брат. Двоюрідний брат (те саме, що брат у перших) — родич, який знаходиться в родинному зв'язку по дідові або бабі з дітьми їхніх синів або дочок. Згідно з Сімейним кодексом України двоюрідні брати є в четвертому ступені спорідненості, тому що від одного з них до спільного родоначальника, діда, нараховується два народження, і від діда до другого брата два народження. Відповідно до частин другої та третьої статті 26 Сімейного кодексу двоюрідні брати та сестри не можуть перебувати у шлюбі між собою.
Згідно з Цивільним кодексом України двоюрідні брати та сестри належать до кола осіб, що стають спадкоємцями за правом представлення.
Двоюрідних братів також іноді звуть «кузе́нами», а сестер — «кузи́нами». Ці терміни запозичені з французької мови (фр. cousin, cousine — від лат. consobrinus, consobrina), де щодо понять «двоюрідний брат», «двоюрідна сестра» вживаються конкретніші терміни cousin-germain, cousine-germaine (germain, germaine), а терміни arrière-cousin, arrière-cousine мають інше значення — «дальші кровні родичі по бічній лінії». В англійській мові cousin також може вживатися не тільки щодо двоюрідного брата чи сестри, а взагалі до далекого кровного родича.